# Alfons Duczko

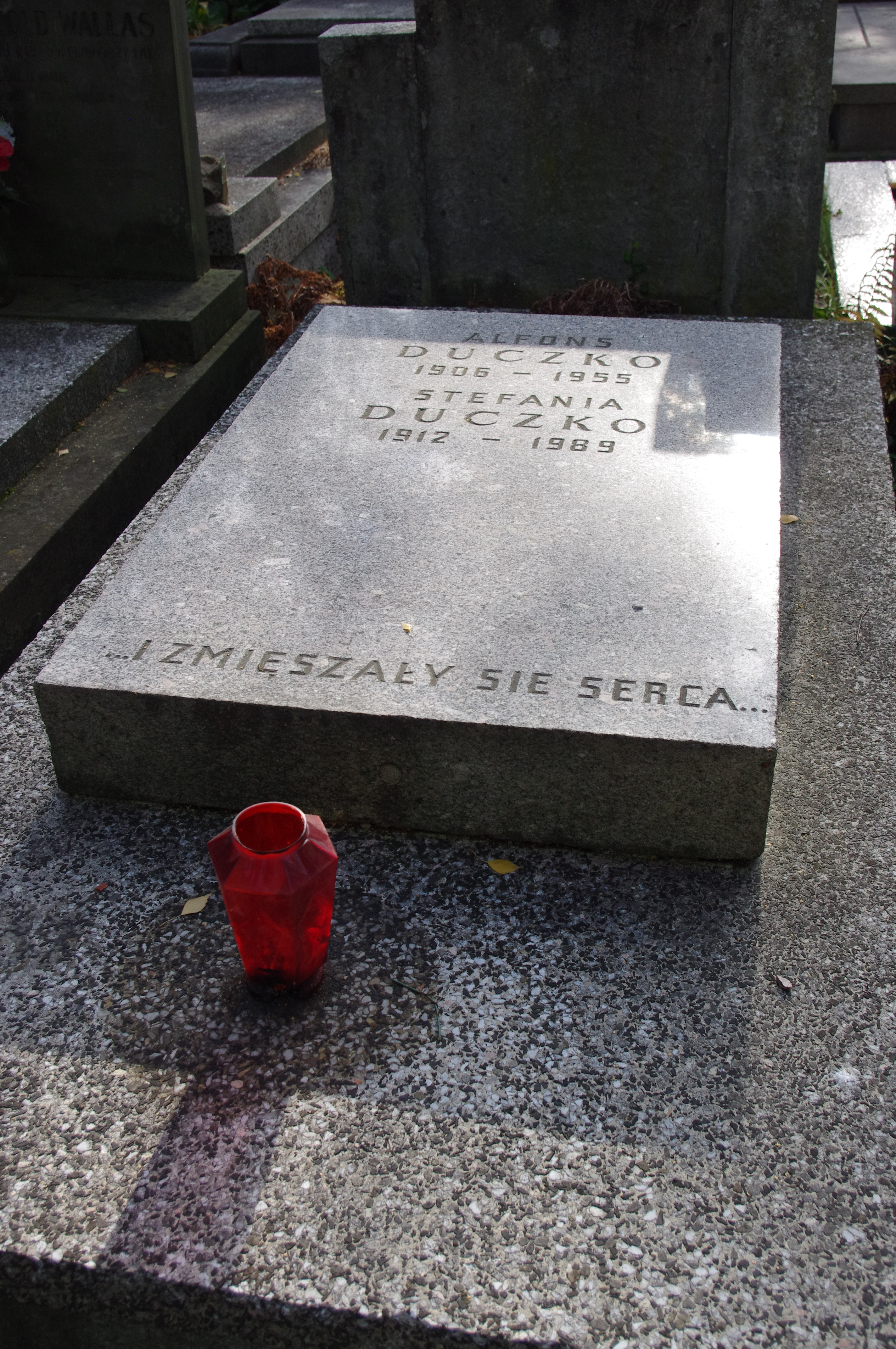
Grób Alfonsa Duczko na cmentarzu Wojskowym na Powązkach w Warszawie

Alfons Duczko (ur. 17 września 1906 w Pabianicach, zm. 21 czerwca 1955 w Warszawie) – działacz komunistyczny, uczestnik II wojny światowej, oficer aparatu bezpieczeństwa PRL.

## Życiorys
Urodził się 17 września 1906 w Pabianicach, w rodzinie Józefa i Franciszki. Miał siostrę Teodorę. W 1921 ukończył szkołę powszechną, a dwa lata później rozpoczął pracę w fabryce włókienniczej J. Hanemana. W 1923 wstąpił do NSPP, uczestnicząc jednocześnie w działalności Stowarzyszeniu Wolnomyślicieli Polskich. Po kilku miesiącach usunięto go z NSPP z powodu działalności prokomunistycznej. Rok później został sekretarzem miejscowego komitetu Związku Młodzieży Komunistycznej (ZMK, później KZMP) i jako przedstawiciel młodzieży członkiem Komitetu Miejskiego (KM) KPP w Pabianicach. 1924–1926 pozostawał bez pracy, prowadząc nadal działalność partyjną. W 1927 pracował przez 6 miesięcy w fabryce chemicznej F. W. Schweikerta w Pabianicach, skąd wydalono go za organizowanie robotników w Związku Zawodowym Robotników Przemysłu Chemicznego. W marcu 1928 został aresztowany i skazany na rok więzienia. Bezpośrednio z więzienia wcielono go w marcu 1929 do wojska. W październiku 1928 służył w pułku strzelców kresowych w Kowlu. Po powrocie do Pabianic wszedł ponownie w skład KM KPP, pełniąc w nim funkcję „technika”. Poszukiwany przez policję, wyjechał do Warszawy, gdzie przez 2 miesiące pracował w Centralnej Technice KPP. W 1931 został ponownie aresztowany i skazany na 2 lata więzienia. Karę odbywał w Łodzi i Sieradzu. Po zwolnieniu powrócił do Pabianic i był nadal członkiem KM KPP (od listopada 1932 do marca 1933). W czasie powszechnego strajku włókniarzy w Łodzi i okręgu łódzkim (marzec 1933) należał do współorganizatorów akcji strajkowej włókniarzy w Pabianicach i wchodził w skład lokalnego komitetu strajkowego. Ze względu na grożące mu aresztowanie w grudniu 1933 został wysłany do ZSRR, gdzie przez przeszło półtora roku był słuchaczem Międzynarodowej Szkoły Leninowskiej w Moskwie, po czym w październiku 1935 wrócił do kraju. Po powrocie był przez kilka tygodni sekretarzem Komitetu Dzielnicowego (KD) KPP Warszawa-Praga. Pod koniec 1935 został ponownie aresztowany i po śledztwie przeprowadzonym w Łodzi skazany na 3 lata więzienia. W czerwcu 1937 wyszedł na mocy amnestii na wolność. Do rozwiązania partii w sierpniu 1938 był sekretarzem KM KPP w Pabianicach.
Na początku 1940 przedostał się do ZSRR. Zamieszkał w miejscowości Uzda w okręgu mińskim, pracując tam razem z żoną w szpitalu rejonowym w charakterze technika dentystycznego. Po napaści Niemiec na ZSRR w 1941 został przeniesiony przez Niemców wraz z całym personelem szpitalnym do Głuska, a później do Bobrujska. Stamtąd wyjechał do Rogaczowa, gdzie nawiązał kontakt z partyzantką radziecką. Od marca 1943 do czerwca 1944 walczył w jednym z białoruskich oddziałów partyzanckich VIII Rogaczowskiej Brygady jako naczelnik służby sanitarnej. Brał udział we wszystkich akcjach partyzanckich swojego oddziału. W czasie jednej z akcji bojowych w kwietniu 1944 został ciężko ranny i przez dwa miesiące przebywał w szpitalu polowym.
Od czerwca 1944 pozostawał w dyspozycji Polskiego Sztabu Partyzanckiego, z polecenia którego wyjechał pod koniec lipca 1944 do Białegostoku, gdzie w sierpniu 1944 rozpoczął pracę jako funkcjonariusz aparatu bezpieczeństwa. Od 20 marca 1945 do 10 listopada 1946 był naczelnikiem Wydziału II WUBP. Brał udział w zwalczaniu polskiego podziemia antykomunistycznego. Z ramienia białostockiej organizacji partyjnej był delegatem na I Zjazd PPR w grudniu 1945. Wchodził też w skład komisji organizacyjnej, a później w skład zarządu ZBoWiDu. 10 listopada 1946 do 14 lutego 1955 zajmował stanowisko wicedyrektora Departamentu II MBP w Warszawie, początkowo jako kapitan, a pod koniec w stopniu podpułkownika. Od czerwca 1955 p.o. dyrektora Zarządu Zaopatrzenia Robotniczego. 
Był mężem Stefanii (Sary) z Joskowiczów (1912–1989). Mieli dwoje dzieci. 
Zmarł w Warszawie. Pochowany na cmentarzu Wojskowym na Powązkach w Warszawie (kwatera B2-7-17). 

## Ordery i odznaczenia
- Krzyż Oficerski Orderu Odrodzenia Polski
- Krzyż Kawalerski Orderu Odrodzenia Polski (17 września 1946)[4]
- Srebrny Krzyż Zasługi (10 października 1945)[5]
- Srebrny Medal „Zasłużonym na Polu Chwały” (16 września 1947)[6]